# هاینز مولر (بازیکن فوتبال، زاده ۱۹۷۸)
هاینز مولر (انگلیسی: Heinz Müller؛ زادهٔ ۳۰ مهٔ ۱۹۷۸) بازیکن فوتبال اهل آلمان است.
از باشگاه‌هایی که در آن بازی کرده‌است می‌توان به باشگاه فوتبال بارنزلی، باشگاه فوتبال هانوفر ۹۶، باشگاه فوتبال اود، باشگاه فوتبال یان رگنسبورگ، باشگاه فوتبال ماینتس ۰۵، باشگاه فوتبال آرمینیا بیله‌فلد، باشگاه فوتبال لیلستروم، و باشگاه فوتبال سن پائولی اشاره کرد.